# 1957-es Formula–1 olasz nagydíj
Az 1957-es Formula–1-es világbajnokság nyolcadik futama az olasz nagydíj volt. 1957. szeptember 8-án rendezték Monzában.

## Futam
A szezonzáró olasz nagydíjra Monzában elvetették a bedöntött oválpályát, a Ferrari a pescarai bojkottálása után visszatért a mezőnybe. A pole pozícióba Stuart Lewis-Evans kvalifikálta magát, Moss, Brooks és Fangio mellé.
Bár a Vanwallok maradtak az élen a rajt után, az első kör végén Behra vezetett. Miután Fangio is csatlakozott hozzájuk, az öt autó elhúzott a mezőny többi tagjától, pozícióik folyamatosan változtak egymás között. A 20. körben Brooks kiesett a harcból beragadt gázadagolója miatt. Ezután Evans került bajba és kiállt a boxba. Moss maradt az élen Fangio előtt, majd Behra kiállt új gumikért. A harmadik helyre Schell került, de Maseratija olajszivárgása miatt Colins vette át helyezését. A táv kétharmadánál Collins motorprobléma miatt kiállt a boxba. Hawthorn lett a harmadik, de az utolsó körökben az elhasadt üzemanyagcsöve miatt a hatodik helyre csúszott vissza az utolsó körökben. A versenyt Moss nyerte Fangio és Wolfgang von Trips előtt.
| Helyezés | #  | Versenyző                       | Csapat/Motor | Futott körök | Idő/Kiesés oka | Rajthely | Pontszám |
| -------- | -- | ------------------------------- | ------------ | ------------ | -------------- | -------- | -------- |
| 1        | 18 | Stirling Moss                   | Vanwall      | 87           | 2:35'03,9      | 2        | 8        |
| 2        | 2  | Juan Manuel Fangio              | Maserati     | 87           | +41,2          | 4        | 6        |
| 3        | 36 | Wolfgang von Trips              | Ferrari      | 85           | +2 kör         | 8        | 4        |
| 4        | 26 | Masten Gregory                  | Maserati     | 84           | +3 kör         | 11       | 3        |
| 5        | 8  | Giorgio Scarlatti Harry Schell  | Maserati     | 84           | +3 kör         | 12       | 1        |
| 6        | 34 | Mike Hawthorn                   | Ferrari      | 83           | +4 kör         | 10       |          |
| 7        | 22 | Tony Brooks                     | Vanwall      | 82           | +5 kör         | 3        | 1        |
| 8        | 32 | Luigi Musso                     | Ferrari      | 82           | +5 kör         | 9        |          |
| 9        | 10 | Paco Godia                      | Maserati     | 81           | +6 kör         | 15       |          |
| 10       | 14 | Horace Gould                    | Maserati     | 78           | +9 kör         | 18       |          |
| 11       | 28 | André Simon Ottorino Volonterio | Maserati     | 72           | +15 kör        | 16       |          |
| Kiesett  | 30 | Peter Collins                   | Ferrari      | 62           | Motorhiba      | 7        |          |
| Kiesett  | 20 | Stuart Lewis-Evans              | Vanwall      | 49           | Motorhiba      | 1        |          |
| Kiesett  | 6  | Jean Behra                      | Maserati     | 49           | Túlhevülés     | 5        |          |
| Kiesett  | 16 | Bruce Halford                   | Maserati     | 47           | Motorhiba      | 14       |          |
| Kiesett  | 4  | Harry Schell                    | Maserati     | 34           | Olajszivárgás  | 6        |          |
| Kiesett  | 24 | Jo Bonnier                      | Maserati     | 31           | Túlhevülés     | 13       |          |
| Kiesett  | 12 | Luigi Piotti                    | Maserati     | 3            | Motorhiba      | 17       |          |

## A világbajnokság végeredménye
| H   | Versenyzők         | Pont    |
| --- | ------------------ | ------- |
| 1.  | Juan Manuel Fangio | 40 (45) |
| 2.  | Stirling Moss      | 25      |
| 3.  | Luigi Musso        | 16      |
| 4.  | Mike Hawthorn      | 13      |
| 5.  | Tony Brooks        | 11      |
| 6.  | Masten Gregory     | 10      |
| 7.  | Harry Schell       | 10      |
| 8.  | Sam Hanks          | 8       |
| 9.  | Peter Collins      | 8       |
| 10. | Jim Rathmann       | 7       |

A teljes lista)

## Statisztikák
Stirling Moss 6. győzelme, Stuart Lewis-Ewans 1. pole-pozíciója, Tony Brooks 1. leggyorsabb köre.
- Vanwall 3. győzelme

Vezető helyen:
- Stirling Moss: 72 kör (1-3/5/11/21-87)
- Jean Behra: 2 kör (4/6)
- Juan Manuel Fangio: 4 kör (7-10)
- Tony Brooks: 4 kör (12-15)
- Stuart Lewis-Evans: 5 kör (16-20)

André Simon utolsó versenye.